# Keflavík
Keflavík (prononcé [ˈcʰɛplaˌviːk]) est une localité islandaise de la municipalité de Reykjanesbær située dans le sud-ouest de l'île, dans la région de Suðurnes. En 2009, la ville comptait 8 169 habitants. Elle donne son nom au premier aéroport international du pays, situé à quelques kilomètres à l'ouest. Keflavík est la deuxième plus grande ville d'Islande.

## Géographie

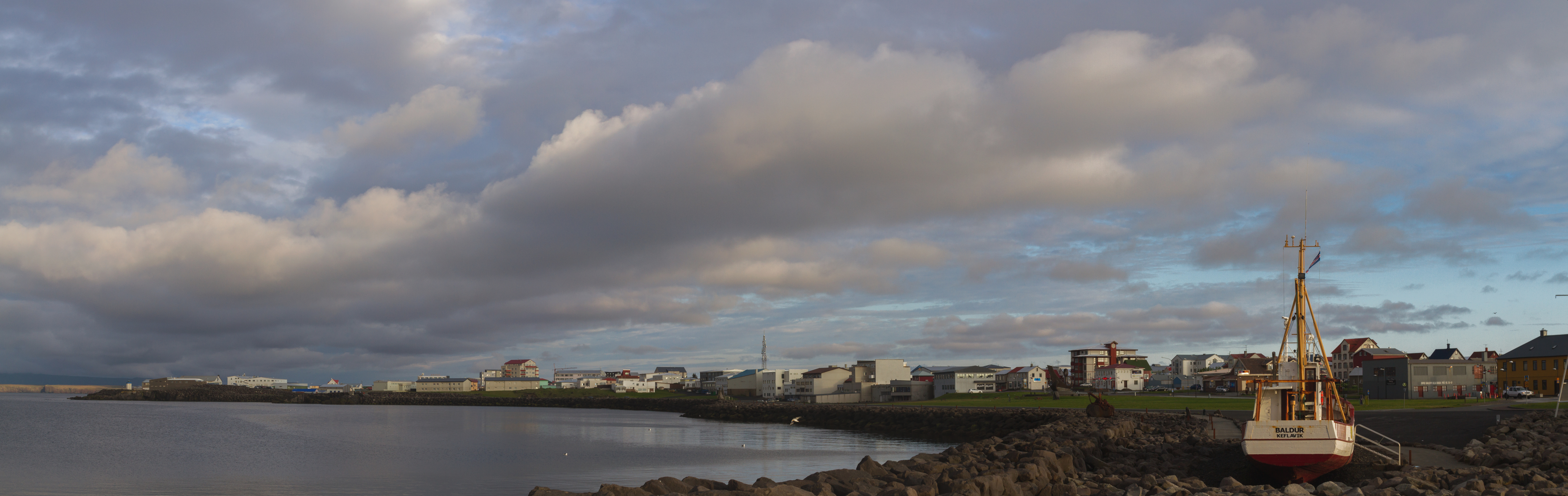
Côtes de Keflavík.
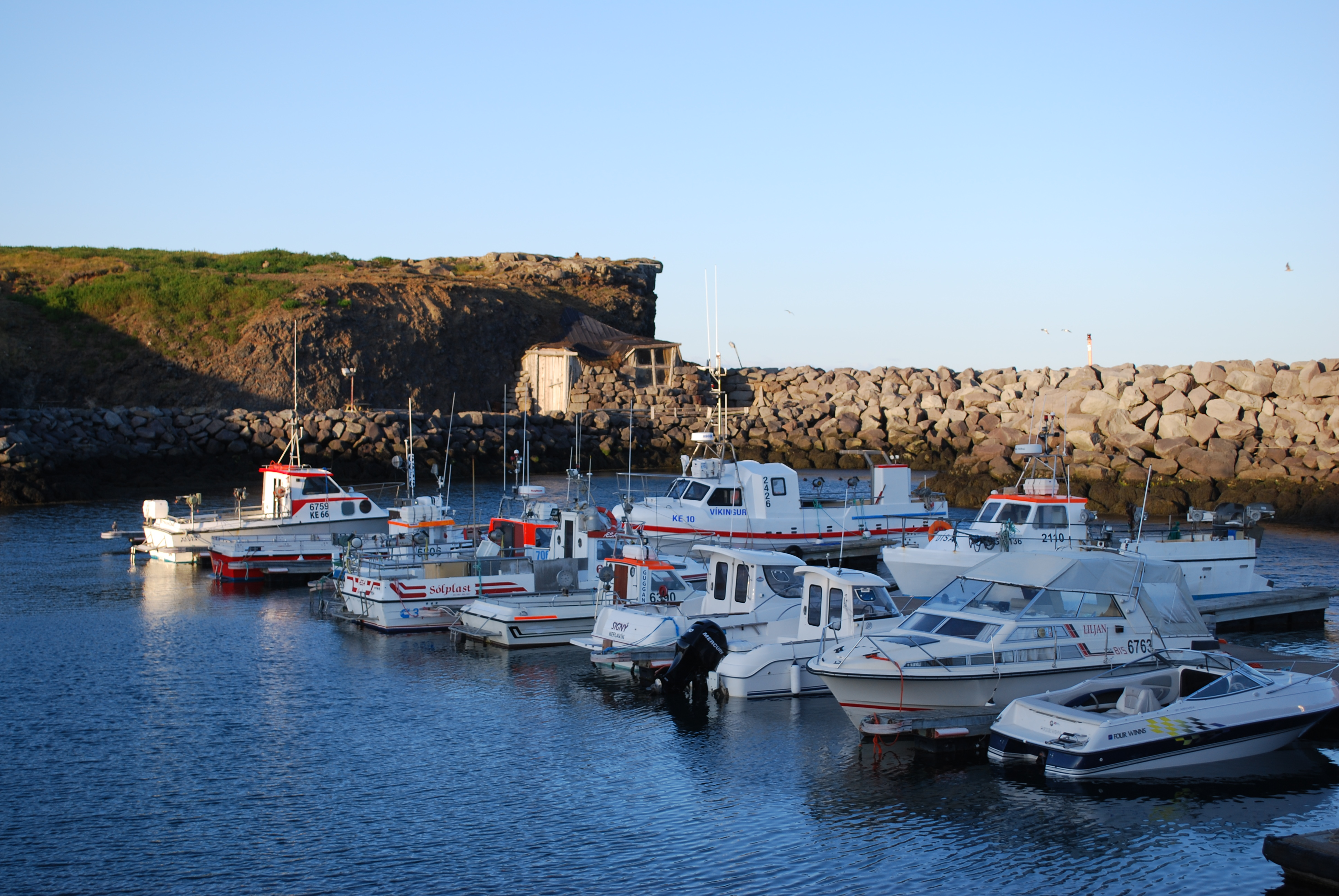
Port de plaisance de Keflavík.
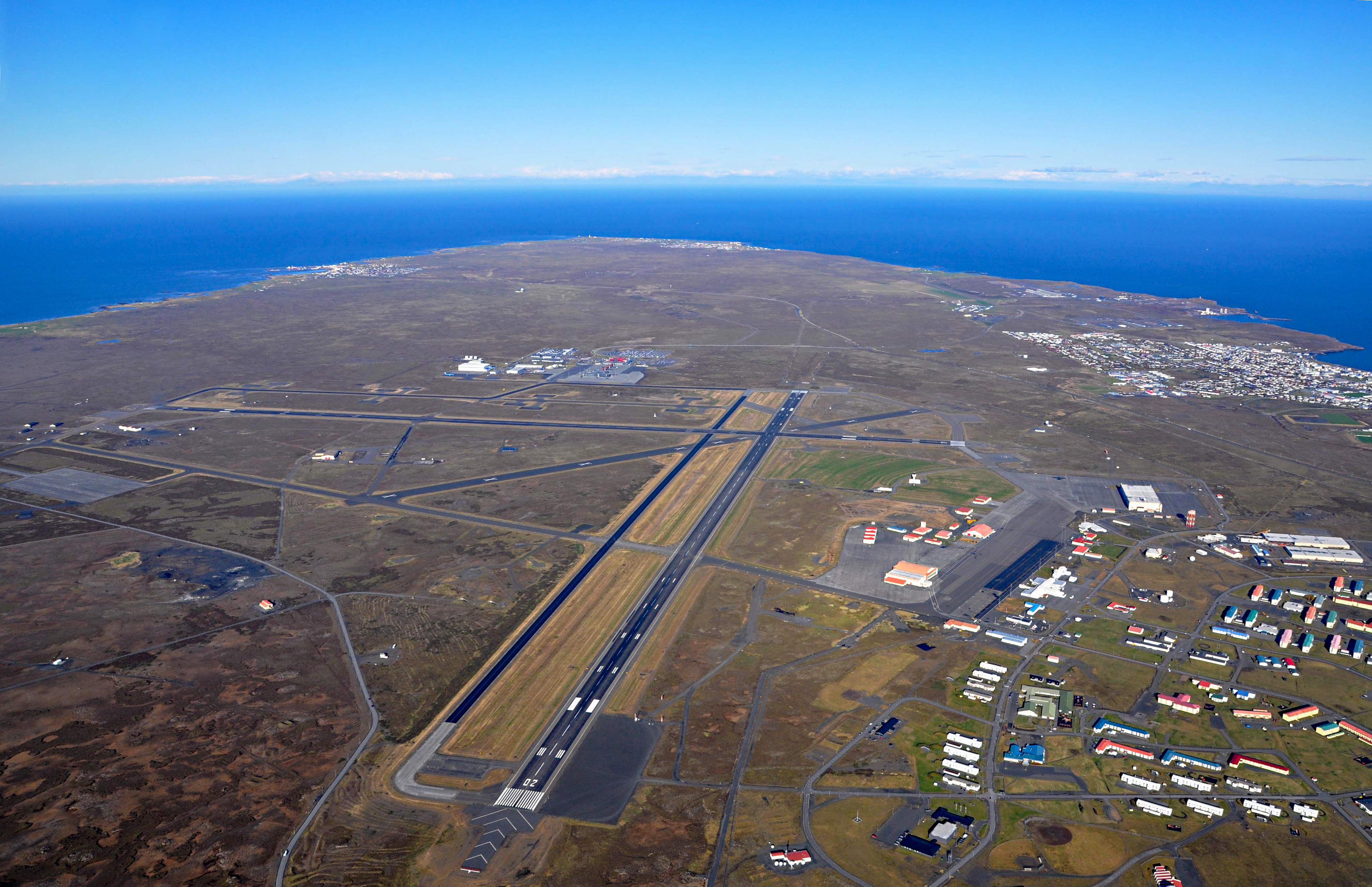
Aéroport international de Keflavík.

## Histoire

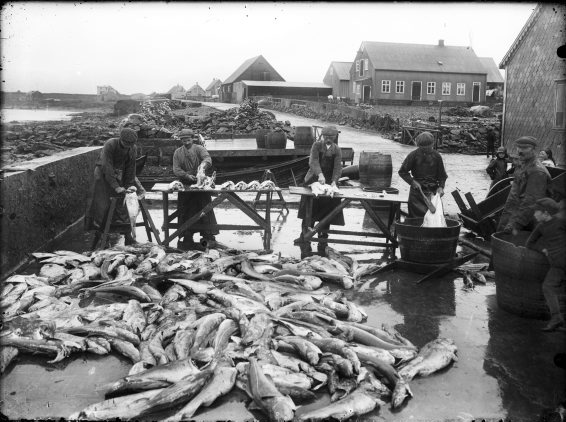
Pêcheurs traitant le poisson à Keflavík en 1915. Musée de la photographie de Reykjavík.

Elle est mentionnée pour la première fois au XIIIe siècle comme ville commerçante. Elle est devenue ensuite un centre de pêche.
Avec le port et l'aéroport international « Leifur Erikson », la base aérienne américaine, d'une superficie de 100 km2, et qui accueillait durant la guerre froide environ 1900 soldats, fournit des emplois.
En effet, l'Islande ne dispose pas d'armée nationale. Un accord bilatéral de 1951 prévoit que la défense du territoire islandais sera du ressort de l'armée américaine. La présence militaire en Islande se nomme officiellement Iceland Defense Force.
Finalement, le 11 août 2006, les quatre F-15 de l'USAF présents sur l'île (il y en avait encore 37 en 1990) ont quitté cette dernière et le 30 septembre 2006, la base fut temporairement fermée jusqu'à ce que l'OTAN confirme l'envoi à partir du 1er avril 2008 de chasseurs pour assurer la police du ciel.

## Personnalités liées à la localité
Le musicien Richard Pinhas lui a consacré un titre éponyme de son album de musique électronique et expérimentale « East West », le 8e morceau, intitulé « Keflavik : "The whale dance" » (« La danse de la baleine »).